# Гоголівська премія
Премія імені Миколи Гоголя (Гоголівська премія) — премія за російськомовні літературні твори, заснована Національною спілкою письменників України, літературним журналом «Радуга» і культурно-просвітницьким центром «Alex Art House» у 2007 році. Перше вручення відбулося в 2008 році. Була покликана сприяти популяризації і підвищенню престижу високообдарованих майстрів слова, що пишуть в Україні російською мовою.

## Лауреати
- 2008 — письменниця Етері Басарія за роман «Неправильний трикутник».
- 2009 — поет, прозаїк, драматург Рибчинський Юрій Євгенович за твори «Біла ворона», «З днем народження», «Едіт Піаф», «Пси».
- 2010 — драматург, поет, сценарист Мардань Олександр Євгенович (Росія).
- 2011 — театральний кінокритик, журналіст, публіцист Вергеліс Олег Анатолійович за книгу «АнтиРаневська».
- 2012:
  - письменник, режисер, сценарист Курилко Олексій Леонідович за повісті «Пара ненормальних явищ» і «В пошуках золотого тільця»;
  - прозаїк, драматург Міллер Андрій (Росія) за повість «Палій».